# Sofie Nielander
Sofie Nielander (Bunnik, 2 mei 1986) is een internationaal bekend Nederlands fotomodel.
Nadat zij in 2004 haar VWO heeft afgerond op het St. Bonifatiuscollege te Utrecht schreef zij zich in bij verschillende modellenbureaus. Zij volgde een studie aan atelier internationale de theatre in Parijs, Frankrijk.
Haar modellencarrière begon in 2005 nadat ze werd ontdekt door een talent scout van Wilma Wakker Model Management.
Nielander wordt vertegenwoordigd door de modellenbureaus Woman Management in Milaan en Parijs en Wilma Wakker Model Management in Amsterdam.
In Nederland heeft Nielander onder andere model gestaan voor de cover van Marie Claire en heeft ze een campagne gedaan voor ING Gardening. Zij was te zien in de LavAzza calender 2008. Meer recent (2012) was zij op de Nederlandse televisie te zien in een commercial voor C&A.